# Переробка (фільм)
Переробка (Resiklo) — філіппінський постапокаліптичний науково-фантастичний фільм 2007 року. Автор сценарію і режисер — Марк А. Рейєс.

## Про фільм
Колишній військовий полковник і його товариші, що зуміли вижити, воюють за шанс протистояти інопланетній расі під назвою Баланг, яка завоювала весь їхній світ.

## Знімались
| Актор             | Роль               |
| ----------------- | ------------------ |
| Бонг Ревілья      | Крісваль Сарм'єнто |
| Діндон Дантес     | Анжело             |
| Дженнілін Меркадо | Б'янка             |
| Мішель Мадригал   | Майлз              |
| Паоло Контіс      | Денз               |
| Бенджі Парас      | Деекон             |
| Рой Вінзон        | Мотанос            |
| Боббі Ендрюс      | Другий мотанос     |
| Мілен Дізон       | Третя мотанос      |
| Адріан Аланді     | Четвертий мотанос  |
| Елла Круз         | Клара              |
| Джайрус Акіно     | Аркін              |
| Емпрес Шук        | Джила              |
| Тіджей Тринідад   | Джерсон            |